# 21589 Rafes
A 21589 Rafes (ideiglenes jelöléssel 1998 SR162) a Naprendszer kisbolygóövében található aszteroida. A LINEAR projekt keretében fedezték fel 1998. szeptember 26-án.